# Edson Samms
Edson Samms (Bocas del Toro, Panamá; 27 de marzo de 1995) es un futbolista panameño. Juega como delantero y actualmente jugará en el San Francisco FC de la Primera División de Panamá. A partir de enero de 2025.

## Trayectoria

### San Francisco FC
Se formó en las categorías inferiores del San Francisco FC e hizo su debut profesional en la Primera División de Panamá el 31 de octubre de 2014 en el empate 1 a 1 contra el Atlético Chiriquí en el Estadio San Cristóbal en donde fue suplente y entró al minuto 75 por Ervin Zorrilla. Salió campeón de la LPF Apertura 2014 en donde ganaron 0 a 1 contra el Sporting SM en el Estadio Rommel Fernández en donde no estuvo convocado, en dicho torneo jugó 1 partido. En la LPF Clausura 2015 jugó 4 partidos y anotó 1 gol en donde quedaron en la quinta posición en donde quedaron a un paso de clasificarse a las semifinales. En la Liga de Campeones de la Concacaf 2015-16 jugó 2 partidos en donde fueron eliminados en la fase de grupos en donde quedaron en la segunda posición del grupo C. en la LPF Apertura 2015 jugó 11 partidos en donde quedaron en la octava posición. Salió campeón de la Copa Cable Onda Satelital 2015 en donde le ganaron la final 5 a 4 en la tanda de los penales en donde quedó un marcador de 0 a 0 contra el Chepo FC en el Estadio Maracaná de Panamá. En la LPF Clausura 2016 jugó 2 partidos en donde quedaron en la novena posición. 

### CD Árabe Unido
El 24 de junio de 2016 fue anunciado como nuevo jugador del CD Árabe Unido. Debutó con el club el 15 de julio de 2016 en la derrota 0 a 2 contra su exclub el San Francisco FC en el Estadio Armando Dely Valdés en donde fue titular y jugó hasta el minuto 74. En la Liga de Campeones de la Concacaf 2016-17 jugó 3 partidos en donde quedaron eliminados en los cuartos de final en un marcador global de 2 a 5 contra el FC Dallas en donde no estuvo convocado porque pertenecía a otro club. Salió campeón de la LPF Apertura 2016 en donde le ganaron la final 2 a 0 contra el CD Plaza Amador en el Estadio Rommel Fernández en donde no estuvo convocado, en dicho torneo jugó 9 partidos.

### Atlético Veragüense
El 14 de marzo de 2017 fue anunciado como nuevo jugador del Atlético Veragüense. Debutó con el club el 19 de marzo de 2017 en la victoria 0 a 1 contra su ex club CD Árabe Unido en el Estadio Armando Dely Valdés en donde fue suplente y entró al minuto 65 por Ronnie Villareal. En la LPF Clausura 2017 jugó 8 partidos y anotó 1 gol en donde fueron eliminados en la semifinales en donde perdieron en un marcador global de 3 a 2 contra el Tauro FC en donde jugó en los 2 partidos. En la LPF Apertura 2017 jugó 13 partidos y anotó 3 goles en donde quedaron en la quinta posición quedándose a un paso de clasificar a la semifinales.

### San Francisco FC
El 1 de enero de 2018 fue anunciado como nuevo jugador del San Francisco FC siendo esta su segunda etapa con el club. Disputó su primer partido después de su regreso el 2 de febrero de 2018 en el empate 2 a 2 contra el Sporting SM en el Estadio Agustín Muquita Sánchez en donde fue suplente, entró al minuto 46 por Abdiel Aguilar y anotó el primer gol del equipo. En la LPF Clausura 2018 jugó 13 partidos y anotó 4 goles en donde fueron eliminados en las semifinales en un marcador global de 3 a 2 contra el CA Independiente en jugó en los 2 partidos. En el Torneo Apertura 2018 jugó 21 partidos y anotó 6 goles en donde fueron eliminados en las semifinales en donde perdieron en un marcador global de 4 a 3 contra el Costa del Este FC en donde jugó en los 2 partidos.

### Costa del Este FC
El 1 de enero de 2019 fue anunciado como nuevo jugador del Costa del Este FC. Debutó con el club el 3 de febrero de 2019 en la derrota 5 a 2 contra el Sporting SM en el Estadio Luis Ernesto Cascarita Tapia en donde fue titular y jugó todo el partido. Salió campeón de la Torneo de Copa 2018-2019 en donde le ganaron la final 3 a 4 en las tandas de penales en donde quedó un marcador de 1 a 1 contra el CD Universitario en el Estadio Maracaná de Panamá. En el Torneo Clausura 2019 jugó 16 partidos y anotó 4 goles en donde quedaron en la octava posición. Fue subcampeón del Torneo Apertura 2019 en donde perdieron la final 0 a 2 contra el Tauro FC en el Estadio Rommel Fernández en donde fue titular jugó hasta el minuto 54, en dicho torneo jugó 20 partidos y anotó 6 goles.

### ACD Lara
El 20 de enero de 2020 fue anunciado como nuevo jugador del ACD Lara. Debutó con el club el 7 de febrero de 2020 en la empate 0 a 0 contra el Trujillanos FC en el Complejo Deportivo Socialista en donde fue suplente y entró al minuto 90. En la Primera División de Venezuela 2020 jugó 5 partidos y anotó 1 gol en donde quedaron en la segunda posición del grupo A Clasificándose a la Fase Previa a la Copa Libertadores 2021.

### Costa del Este FC
El 1 de julio de 2020 fue anunciado su regreso al Costa del Este FC siendo esta su segunda etapa con el club. Disputó su primer partido después de su regreso el 24 de octubre de 2020 en la victoria 2 a 1 contra el Sporting SM en el Estadio Agustín Muquita Sánchez en donde fue titular y jugó hasta el minuto 85. En el Torneo Clausura 2020 jugó 10 partidos y anotó 1 gol en donde fueron eliminados en las semifinales en donde perdieron en un marcador global 2 a 1 contra el CA Independiente en donde jugó en los 2 partidos.

### Zamora FC
El 1 de enero de 2021 fue anunciado como nuevo jugador del Zamora FC. Debutó con el club el 18 de abril de 2021 en el empate 0 a 0 contra el Portuguesa FC en el Estadio Agustín Tovar en donde fue suplente y entró al minuto 61 por Duván Rodríguez. En la Primera División de Venezuela 2021 jugó 20 partidos y anotó 1 gol en donde quedaron en la quinta posición del Grupo Occidental (A) quedándose a un paso de clasificarse para el hexagonal final B.

### Sporting SM
El 1 de febrero de 2022 fue anunciado como nuevo jugador del Sporting San Miguelito. Debutó con el club el 12 de febrero de 2022 en el empate 1 a 1 contra el CD Plaza Amador en el Estadio Los Andes en donde fue suplente y entró al minuto 29 por Valentín Pimentel. Fue subcampeón del Torneo Apertura 2022 en donde perdieron la final 1 a 2 contra el Alianza FC en el Estadio Rommel Fernández en donde fue titular y jugó hasta el minuto 64, en dicho torneo jugó 16 partidos y anotó 2 goles. En la Liga Concacaf 2022 jugó 4 partidos y anotó 1 gol en donde fueron eliminados en los octavos de final en donde perdieron en un marcador global de 2 a 1 contra el Tauro FC en donde jugó en los 2 partidos. En el Torneo Clausura 2022 jugó 16 partidos y anotó 2 goles en donde fueron en las semifinales en un marcador global de 2 a 1 contra el CA Independiente en donde jugó en los 2 partidos.

### Herrera FC
El 1 de enero de 2023 fue anunciado como nuevo jugador del Herrera FC. Debutó con el club el 14 de enero de 2023 en la victoria 4 a 0 contra el Atlético Chiriquí en el Estadio Los Milagros de Chitré en donde fue titular y jugó hasta el minuto 78. En el Torneo Apertura 2023 jugó 15 partidos y anotó 1 gol en donde fue eliminados en los playoff en donde perdieron 1 a 2 contra el Tauro FC en el Estadio Los Milagros de Chitré en donde fue titular y jugó todo el partido. En el Torneo Clausura 2023 jugó 17 partidos y anotó 4 goles en donde fueron eliminados nuevamente en los playoff esta vez 2 a 0 contra el Sporting SM en el Estadio Los Andes en donde fue titular y jugó hasta el minuto 84. En el Torneo Apertura 2024 jugó 16 partidos y anotó 5 goles en donde fueron eliminados nuevamente en los playoff esta vez 1 a 2 contra el CD Plaza Amador en el Estadio de Atalaya en donde fue titular y jugó todo el partido.

### Tauro FC
El 4 de julio de 2024 fue anunciado como nuevo jugador del Tauro FC.

## Selecciones nacionales

### Categorías inferiores
Fue convocado por la selección sub-17 de Panamá para disputar la Copa Mundial de Fútbol Sub-17 de 2011 en donde jugó 2 partidos y fueron eliminados en los octavos de final en donde perdieron 2 a 0 contra México en el Estadio Hidalgo en donde fue suplente y entró al minuto 86 por Darío Wright. Fue convocado por la selección sub-20 de Panamá para disputar el Campeonato Sub-20 de la Concacaf de 2015 en donde fueron subcampeón en donde perdieron 2 a 4 en las tandas de los penales en donde quedó un marcador de 1 a 1 en los tiempos extras contra México en el Montego Bay Sports Complex en donde fue titular, jugó todo el partido y fallo su gol en las tanda de los penales y para disputar la Copa Mundial de Fútbol Sub-20 de 2015 jugó 3 partidos en donde quedaron eliminados en la fase de grupos en donde quedaron en la última posición del grupo B.

### Selección Absoluta
Debutó con la selección absoluta de Panamá el 28 de enero de 2019 en la derrota 3 a 0 contra Estados Unidos en un partido amistoso en el State Farm Stadium en donde fue suplente y entró al minuto 46 por Omar Browne.

### Participaciones en Selección Nacional
| Copa                     | Categoría | Sede          | Resultado        | Partidos | Goles |
| ------------------------ | --------- | ------------- | ---------------- | -------- | ----- |
| Copa Mundial Sub-17 2011 | Sub-17    | México        | Octavos de final | 2        | 0     |
| Campeonato Sub-20 2015   | Sub-20    | Jamaica       | Subcampeón       | 6        | 2     |
| Copa Mundial Sub-20 2015 | Sub-20    | Nueva Zelanda | Fase de grupos   | 3        | 0     |

## Clubes
| Club                  | País      | Año           |
| --------------------- | --------- | ------------- |
| San Francisco FC      | Panamá    | 2014 - 2016   |
| Deportivo Árabe Unido | Panamá    | 2016          |
| Atlético Veraguense   | Panamá    | 2017          |
| San Francisco FC      | Panamá    | 2018          |
| Costa del Este FC     | Panamá    | 2019          |
| ACD Lara              | Venezuela | 2020          |
| Costa del Este FC     | Panamá    | 2021          |
| Zamora FC             | Venezuela | 2021          |
| Sporting SM           | Panamá    | 2022          |
| Herrera FC            | Panamá    | 2023-2024     |
| Tauro FC              | Panamá    | 2024          |
| San Francisco FC      | Panamá    | 2025-presente |

## Palmarés

### Campeonatos nacionales
| Título           | Club              | País   | Año     |
| ---------------- | ----------------- | ------ | ------- |
| Primera División | San Francisco FC  | Panamá | 2014-A  |
| Torneo de Copa   | San Francisco FC  | Panamá | 2015    |
| Primera División | CD Árabe Unido    | Panamá | 2016-A  |
| Torneo de Copa   | Costa del Este FC | Panamá | 2018-19 |